# Château de Berlare

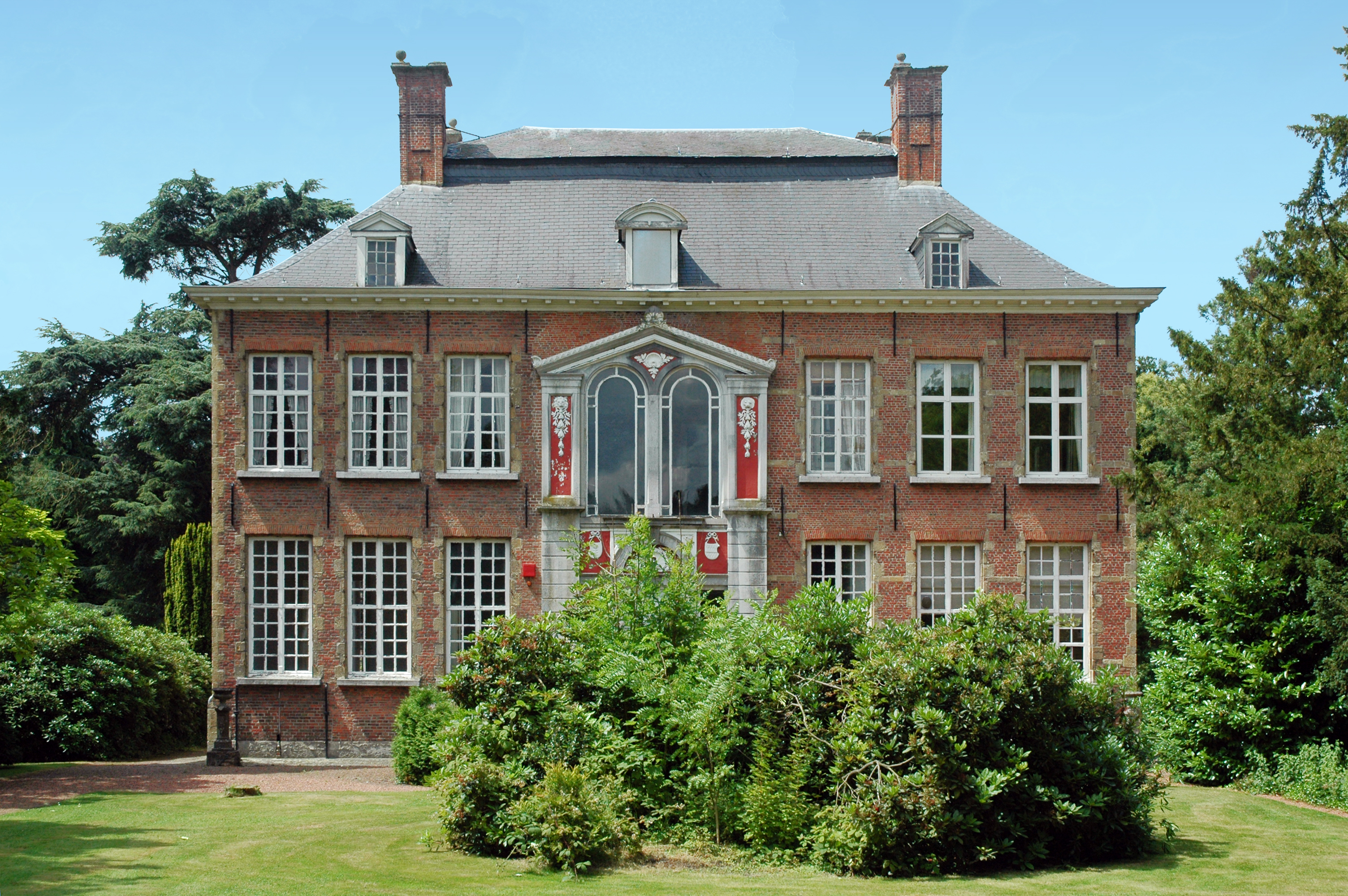
Château de Berlare en juillet 2012

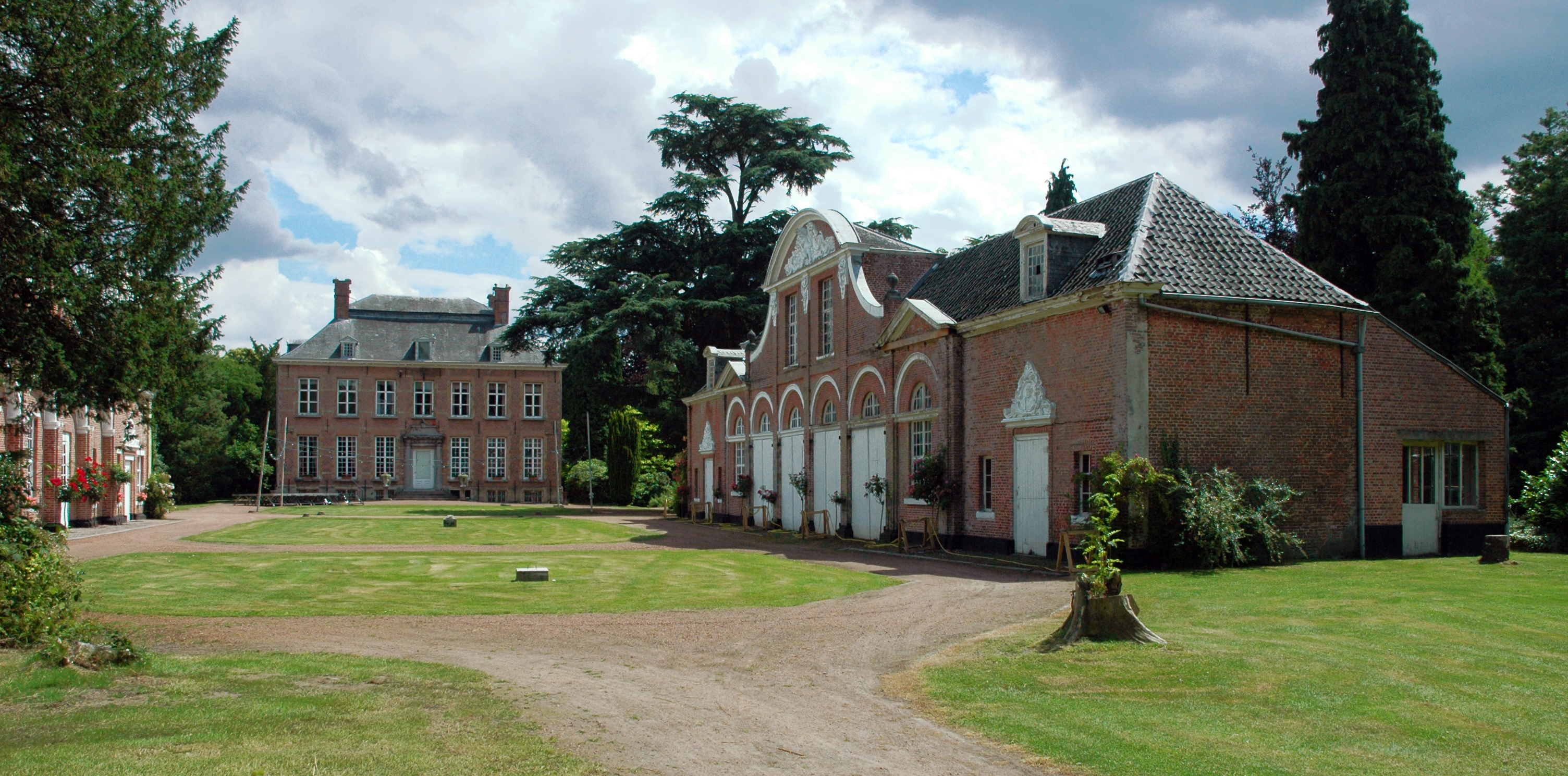
Parvis avec le château en arrière-plan. De part et d'autre du parvis, se trouvent deux bâtiments de service parallèles à peu près semblables, de style rococo.

Le château de Berlare est un château situé dans la commune de Berlare, en province de Flandre orientale, en Belgique.
La construction actuelle date du XVIIIe siècle et a été commandée par Aloysius vanden Meersche, alors seigneur de Berlare. Le château est entouré d'un grand jardin dans le style paysager des jardins à l'anglaise avec des avenues, une forêt et des étangs. Depuis 2012, le parc du château est accessible aux promeneurs et aux cyclistes.
Le château est situé au cœur de Berlare, au sud de l'église Saint-Martin.
Le cimetière communal est situé au sud-est du parc du château.

## Histoire
Le parc du château remonte à un site avec des douves, probablement à l'origine une ferme, qui aurait appartenu à la famille noble de Berlaere. La famille De Castro devint propriétaire du domaine en 1630 et y fit construire plus tard un château, qui fut détruit en 1675 par les soldats français de Louis XIV lors de la guerre dite de Hollande.
Diego Enriquez de Castro, baron d'Etterbeek, fut un aristocrate espagnol, conseiller à la Chambre des comptes de Brabant et au Conseil de Guerre dès 1653, ainsi que trésorier général-payeur (Pagador) des armées des Pays-Bas espagnols.
Juan Bernard de Castro, seigneur de Berlare, et sa sœur Isabelle Françoise de Castro vendirent le domaine en 1688 à Frans Aloïs vanden Meersche, drapier de Gand et conseiller au Conseil des Flandres, le plus haut organe judiciaire dans le comté de Flandre, plus tard subordonné au Grand conseil des Pays-Bas à Malines, cour suprême  des Pays-Bas espagnols, qui deviennent en 1714 les Pays-Bas autrichiens. (Voir Liste des gouverneurs des Pays-Bas espagnols et autrichiens).
Le château fut reconstruit vers 1722. Les maisons parallèles de style rococo sur le parvis ont probablement été construites à la fin du XVIIIe siècle.
Les membres de la famille Vanden Meersche restèrent seigneurs de Berlare et propriétaires du château jusqu'en 1791, date à laquelle le domaine passa par mariage en possession de la famille De Lichtervelde.
En 1791, Charles de Lichtervelde hérite du château et est le dernier seigneur de Berlare. De 1825 à 1830, Théodore de Lichtervelde est bourgmestre de Berlare[réf. à confirmer].
En 1883, Joris Vergauwen, bourgmestre de Berlare de 1884 à 1905, rachète le château. En 1906, il est vendu à Emile Roos et devient alors la propriété de la famille Jonas-Roos. Plus tard, la famille Nicod hérita du château et l'utilisa comme propriété de campagne.
Le conseil communal de Berlare a acheté le domaine en 2008. Le 27 mai 2012, lors de la Journée du Parc (Dag van het Park), le parc du château a été officiellement inauguré comme parc public. Un certain nombre de travaux de gestion sont encore en cours dans les jardins du château et un groupe de travail étudie les possibilités de rénovation du château lui-même. En mai 2023, la bourgmestre Katja Gabriëls confirme que la commune entame la rénovation du château pour y abriter les services communaux.
Le château est monument protégé depuis le 30 septembre 1974.